# RD-191火箭发动机
RD-191是一種俄羅斯研發的高性能的單燃燒室火箭發動機。衍生自能量號運載火箭最初使用的RD-170火箭發動機。
它使用煤油/液氧混合燃料，並使用一種非常有效的高壓分級燃燒循環。

## 开发
2008年9月5日，发动机的创造者动力机械科研生产联合体(NPO ENERGOMASH)报道称，发动机已完成开发的全周期和燃烧测试，并准备制造和交付。使用该引擎的主要运载火箭是目前正在开发中的安加拉火箭。
RD-191的推力减少到170吨的一个版本被称为RD-151，在2009年7月30日被燃烧测试。这款发动机的首次飞行测试是在2009年8月25日进行，作为首次发射的韩国罗老号运载火箭的一部分。